# Спектроскопия резерфордовского обратного рассеяния
Спектроскопия резерфордовского обратного рассеяния (англ. Rutherford backscattering spectroscopy) — разновидность спектроскопии ионного рассеяния, основанная на анализе энергетических спектров ионов He+ или протонов с энергией ~1-3 МэВ, рассеянных в обратном направлении по отношению к исследуемому образцу.

## Описание
Спектроскопия резерфордовского обратного рассеяния, как и спектроскопия ионного рассеяния, позволяет получать информацию о химическом составе и кристалличности образца как функции расстояния от поверхности образца (глубины), а также о структуре поверхности монокристаллического образца. Основной особенностью метода является использование высокоэнергетических ионов, проникающих глубоко внутрь твердого тела и рассеивающихся обратно от глубоко лежащего атома. Энергия, потерянная ионом в этом процессе, представляет собой сумму двух вкладов. Во-первых, это непрерывные потери энергии при движении иона вперед и назад в объеме твердого тела (так называемые потери на торможение). Скорость потери энергии на торможение (stopping power, dE/dx) для большинства материалов хорошо известна, что позволяет перейти от шкалы энергий к шкале глубин. Во-вторых, это разовая потеря энергии в акте рассеяния, величина которой определяется массой рассеивающего атома.
Для исследования структуры монокристаллических образцов с помощью спектроскопии резерфордовского обратного рассеяния используется эффект каналирования. Эффект заключается в том, что при ориентации пучка ионов вдоль основных направлений симметрии монокристаллов те ионы, которые избежали прямого столкновения с атомами поверхности, могут проникать глубоко в кристалл на глубину до сотен нм, двигаясь по каналам, образованным рядами атомов. Сравнивая спектры, полученные при ориентации пучка ионов вдоль направлений каналирования и вдоль направлений, отличных от них, можно получить информацию о кристаллическом совершенстве исследуемого образца. Из анализа величины так называемого поверхностного пика, являющегося следствием прямого столкновения ионов с атомами поверхности, можно получить информацию о структуре поверхности, например, о наличии на ней реконструкций, релаксаций и адсорбатов.